# Валентей Дмитро Гнатович
Дмитро́ Гна́тович Валенте́й (15 вересня 1922, Москва — 17 грудня 1994, Москва) — радянський і російський соціолог, економіст, організатор науки. Доктор економічних наук (1961), професор (1963). Засновник і перший керівник (1965—1991) Центру з вивчення проблем народонаселення на економічному факультеті Московського державного університету. Зіграв величезну роль у відродженні радянській демографії в 1960-ті роки. Заслужений діяч науки РРФСР (1991), член-кореспондент Російської академії природничих наук (1994). Член Міжнародного союзу з наукових досліджень народонаселення; почесний член Чехо-Словацького демографічного товариства; експерт ООН з проблем народонаселення світової спільноти.

## Біографія
Народився Дмитро Гнатович 15 вересня 1922 року в Москві в районі Тверської-Ямської в родині льотчика, інженера, винахідника, фотографа, кавалер трьох георгіївських хрестів Валентея Гната Олександровича та Зінаїди Дмитрівни. Батько з 1926 року з родиною не жив, працював на авіаційному заводі, був заарештований в серпні 1937 року, того ж року розстріляний. Реабілітований 20 жовтня 1956 року. Дмитро Гнатович закінчив 9 класів школи на Великій Дмитровці, вступив до Учительського інституту. Працював в міськкомі комсомолу, редакції газети «Московський комсомолець».
Воював добровольцем у лавах Червоної армії під час німецько-радянської війни. Був контужений під Сталінградом, отримав інвалідність і був комісований. 1945 року закінчив історичний факультет Московського міського педагогічного інституту ім. В. П. Потьомкіна. 1949 року захистив кандидатську дисертацію на тему «Безробіття в умовах загальної кризи капіталізму». 1961 року захистив докторську дисертацію на тему «Соціально-економічні проблеми народонаселення (погляди і теорії)». Впродовж 1962—1963 років був керівником Координаційної ради з проблем народонаселення при Міністерстві вищої освіти СРСР, працював на громадських засадах.
З 1963 року — професор Московського державного університету, де протягом багатьох років читав курси лекцій: «Демографія», «Теорія народонаселення», «Система знань про народонаселення». 1964 року спільно з рядом вчених Д. В. Валентей виступав на сторінках газети «Известия» зі статтями, в яких обґрунтовувались потреби країни в організації окремої спеціалізованої наукової установи з вивчення народонаселення, одночасно звертався з пропозицією до урядових органів та керівництва університету. У лютому 1965 року вийшло розпорядження Ради міністрів РРФСР про організацію на економічному факультеті МДУ Проблемної лабораторії з питань вивчення народонаселення (ПЛН), керівником якої було призначено Дмитра Валентея. У вересні 1967 року наказом Міністерства вищої освіти СРСР і ректора МДУ була створена кафедра народонаселення на економічному факультеті. Завідувачем було призначено Дмитра Валентея, який пропрацював на цій посаді до 1991 року.
Валентей Дмитро Гнатович був головою Наукової ради Московського університету «Проблеми народонаселення та зайнятість». З 1975 року науковий керівник Курсів ООН з демографії при МДУ для фахівців з країн, що розвиваються. З 1984 року керівником спеціального відділення для перепідготовки кадрів в області демографії.

### Родина
Дружина Марія Олексіївна, онука Всеволода Емільовича Меєргольда, з якою познайомився в одній з московських шкіл 1946 року під час міністерської перевірки. Мав двох синів: Олексія (1948—) та Сергія (1952—) — економіст, професор Російського економічного університету імені Г. В. Плеханова.

## Наукові праці
Область наукових інтересів Дмитра Гнатовича торкалась економічних аспектів демографії, теорії і політики народонаселення. Він проводив комплексні дослідження народонаселення, в центрі яких була демографія як самостійна наука, що вивчає складні суспільно-природні процеси. Ним були розроблені підходи, висунуті гіпотези про комплексний підхід, необхідність інтеграції знань різних дисциплін при вирішенні проблем народонаселення, аналіз відтворення населення в широкому історико-соціальному і економічному контексті, в працях розставлені акценти на якості і розвитку населення, зроблені уточнення понятійного апарату, місця демографії в системі наук, обґрунтування активної політики населення та демографічної політики, програмно-цільового підходу до їх організації.
За роки наукової та педагогічної діяльності підготував близько 40 кандидатів наук. Опублікував понад 250 наукових робіт. Основні праці:
- (рос.) Боярский А. Я., Валентей Д. И. Основы демографии. — М. : Статистика, 1980. — 295 с.
- (рос.) Валентей Д. И. Реакционные теории народонаселения периода общего кризиса капитализма. — М. : Соцэкгиз, 1963. — 270 с.
- (рос.) Валентей Д. И. Теория и политика народонаселения. — М. : Высшая школа, 1967. — 184 с.
- (рос.) Валентей Д. И.,  Зверева Н. В. Изучение народонаселения: вопросы методологии. — М. : Изд-во МГУ, 1987. — 156 с.

Вийшли під його редакцією:
- (рос.) Демографический энциклопедический словарь / главн. ред. Валентей Д. И. — М. : Советская энциклопедия, 1985. — 608 с.
- (рос.) Библиографии по проблемам народонаселения: 1965—1968, 1960—1971, 1972—1975, 1975—1978, 1979—1983.
- (рос.) СССР — демографический диагноз / главн. ред. Валентей Д. И. — М. : Прогресс, 1990. — 696 с.
- (рос.) Народонаселение. Современное состояние научного знания / Под ред. Д. И. Валентея, А. С. Первушина. — М. : Изд-во МГУ, 1991. — 231 с.
- (рос.) Система знаний о народонаселении / Под ред. Д. И. Валентея. — М. : Статистика, 1976. — 368 с.

## Нагороди і відзнаки
За свої здобутки в досліджуваній області був заслужено відмічений рядом нагород:
- Ордени Трудового Червоного Прапора і Вітчизняної війни II ступеня, 13 медалей.
- 1973 — лауреат Ломоносовської премії МДУ за серію праць з проблем народонаселення[3].
- 1991 — Заслужений діяч науки РРФСР[3].

Центр з вивчення проблем народонаселення економічного факультету Московського державного університету імені М. В. Ломоносова регулярно проводить міжнародну наукову конференцію — «Валентеївські читання».
- 1997 — I Валентеївські читання. «Народонаселення: сучасний стан наукового знання».
- 1999 — II Валентеївські читання. «Демографічні та соціально-економічні аспекти старіння населення».
- 2002 — III Валентеївські читання. «Демографічна освіта в XXI столітті в країнах СНД, Балтії та Східної Європи».
- 2005 — IV Валентеївські читання. «Політика народонаселення: сьогодення і майбутнє».
- 2007 — V Валентеївські читання. «Міграція і розвиток».
- 2010 року 22-24 квітня — VI Валентеївські читання. «Проблеми народонаселення в дзеркалі історії». Конференція була приурочена до 45-річчя створення Лабораторії економіки народонаселення і демографії економічного факультету МДУ і 25-річчю виходу у світ «Демографічного енциклопедичного словника». На конференції висвітлювалися питання історичної демографії, історичні аспекти розвитку населення, демографічних концепцій та демографічної політики в Росії і за кордоном[7].
- 2012 — VII Валентеївські читання. «Демографічний розвиток Росії: виклики глобалізації».
- 2015 — VII Валентеївські читання. «Міждисциплінарні дослідження населення: 50 років університетської демографічної школи».

Сьомі такі читання пройшли 22-24 квітня 2010 року в Москві. Конференція була приурочена до 45-річчя створення Лабораторії економіки народонаселення і демографії економічного факультету МДУ і 25-річчю виходу в світ «Демографічного енциклопедичного словника». На конференції висвітлювалися питання історичної демографії, історичні аспекти розвитку населення, демографічних концепцій та демографічної політики в Росії і за кордоном.